# 복음 전도
복음 전도(福音傳道, 영어: evangelism)는 전도 활동을 뜻하며, 원래는 그리스어지만 오늘날 기독교의 용어를 나타내는 경우가 많으며, 본 항목에서도 이를 서술한다.

## 전도의 의미
어떠한 뜻이나 관념등을 타인에게 전파하는 의미다.

### 이밴절리즘(evangelism)
제2의 의미에서의 전도는 내용적인 것인데, 흔히 그것을 전파시키는 수단 방법, 때로는 대상에 따라 이름이 지어지고 분류되기도 한다. 곧 '개인전도', '대중전도'(18세기 영국의 복음주의 운동이 이에 해당함), '교육전도', '방문전도', '가두(노방)전도', '직장전도', '문서선교', '시청각전도'(CCC의 Jesus Film Project가 여기에 해당함)등이 그것이다.

## 같이 보기
- 선교사
- 선교학